# 珠生・隆一郎のモーニングトーク
『珠生・隆一郎のモーニングトーク』（たまお・りゅういちろうのモーニングトーク）は、1995年9月3日から2009年8月29日の間、アール・エフ・ラジオ日本（RFラジオ日本）で放送されていたトーク番組である。細川隆一郎（政治評論家）と細川珠生（政治ジャーナリスト）の父娘がパーソナリティを務めた。
2009年9月5日より、『細川珠生のモーニングトーク』（ほそかわたまおのモーニングトーク）へ改題した。本項では併せて記述する。

## 概要
ゲストとともに、政治など社会性のある話題を通じて日本のあり方について考える番組。
開始当初は毎週土曜7時5分 - 7時35分（30分間）だったが、後に7時30分まで（25分間）、更に7時20分まで（15分間）と、次第に短縮された。
2009年1月17日に700回を達成。8月25日に隆一郎が死去したため、同29日の放送を持って『珠生・隆一郎のモーニングトーク』は終了。以降は『細川珠生のモーニングトーク』に改題、珠生一人の進行となった。
2012年11月10日の放送で前身番組から通算して900回、2013年10月26日の放送で950回を達成している。
2021年3月27日に最終回を迎えた。放送期間25年6か月、通算1337回であった。